# Estaurolita
L'estaurolita és un mineral de la classe dels silicats (nesosilicat) de color marró vermellós o negre. El nom deriva del grec stauros (que vol dir creu) i lithos (que vol dir pedra) com a referència al seu maclat típic. Cristal·litza en el sistema monoclínic. Presenta una duresa en l'escala de Mohs de 7 a 7,5 i una fórmula química Fe2+₂Al9O₆(SiO₄)₄(O,OH)₂. El magnesi, el zinc i el manganès poden substituir-se pel ferro, i el ferro trivalent pot substituir l'alumini.

## Propietats
Una característica rellevant de l'estaurolita és que sovint es troba maclada en forma de creu; aquestes macles són clarament visibles en mostres de mà, i normalment es troben envoltades per porfiroblasts. En làmina prima, l'estaurolita es presenta habitualment maclada i s'observa amb colors de birefringència de primer ordre similars als del quars.

## Formació i localització
L'estaurolita és un mineral metamòrfic d'alt grau. Pot trobar-se associat junt amb almandina, mica, cianita, albita, biotita i sil·limanita en gneissos i esquistos de metamorfisme regional. L'estaurolita és el mineral "oficial" de l'estat de Geòrgia als EUA; també s'ha trobat als Alps, tant francesos com suïssos. Als territoris de parla catalana ha estat descrita a El Tarter (Andorra), a El Barcarès (Rosselló), a Pi de Conflent (Conflent), i a Sant Pere dels Forcats (Baixa Cerdanya).

## Ús
L'estaurolita es pot utilitzar per a conèixer la temperatura i la pressió a la qual s'ha generat el metamorfisme.metamorphism.

## Grup de l'estaurolita
El grup de l'estaurolita està format per tres espècies minerals.
| Espècie            | Fórmula                        |
| ------------------ | ------------------------------ |
| Estaurolita        | Fe2+₂Al9O₆(SiO₄)₄(O,OH)₂       |
| Magnesiostaurolita | Mg(Mg,Li)₃(Al,Mg)18Si₈O44(OH)₄ |
| Zincostaurolita    | Zn₂Al9Si₄O23(OH)               |